# گذرگاه قصاب
گذرگاه قصاب (به انگلیسی: Butcher's Crossing) یک فیلم درام و وسترن آمریکایی محصول سال ۲۰۲۲ به کارگردانی گیب پولسکی با بازی نیکلاس کیج و فرد هچینگر است. این اولین فیلم بلند پولسکی در مقام کارگردان محسوب می‌شود. همچنین فیلمنامه بر اساس رمانی به همین نام در سال ۱۹۶۰ اثر جان ادوارد ویلیامز ساخته شده است.
این فیلم اولین نمایش جهانی خود را در جشنواره بین‌المللی فیلم تورنتو در ۹ سپتامبر ۲۰۲۲ انجام داد، و در ۲۰ اکتبر ۲۰۲۳ توسط صبان فیلمز در ایالات متحده اکران شد.

## داستان
در سال ۱۸۷۴، ویل اندروز، پسر ساده لوح و آرمانگرا یک کشیش، دانشگاه هاروارد را رها کرد و به بوچرز کراسینگ، یک شهر کوچک مرزی در کانزاس که بر روی تجارت پوست گاومیش بنا شده بود، سفر کرد. ویل که بر اساس شکار گاومیش فروخته می‌شود، با میلر، (نیکلاس کیج) یک شکارچی گاومیش حرفه‌ای و باتجربه که داستانی از گذرگاه دورافتاده کلرادو را برای او تعریف می‌کند، قرار می‌گیرد که یکی از معدود گله‌های عظیم باقی مانده را می‌توان پیدا کرد. اگرچه ویل در مورد میلر و حماقت این کار هشدار داده شده است، اما …

## تولید
در سپتامبر ۲۰۲۱ اعلام شد که کمپانی صبان فیلمز حقوق پخش این فیلم را به دست آورده است.
فیلمبرداری در مونتانا از اکتبر ۲۰۲۱ آغاز شد.

## بازخوردها
- در وب‌سایت جمع‌آوری نقد راتن تومیتوز از رای ۶۱ نقد منتقد، با میانگین امتیاز ۶ از ۱۰ مثبت است.
- در متاکریتیک، که از میانگین وزنی استفاده می‌کند، بر اساس رای ۱۴ منتقد، امتیاز ۵۵ از ۱۰۰ را به فیلم اختصاص داد که نشان دهنده نقدهای «مختلط یا متوسط» است.
- تا ۲۶ ژانویه ۲۰۲۴، این فیلم ۱۵٫۶۴۸ دلار در امارات متحده عربی فروش داشت.[۶]